# Котазавр
Котазавр (лат. Kotasaurus, буквально с греч. — ящер из формации Кота) — род динозавров из клады завропод, живших во время нижнего юрского периода (синемюр — плинсбах). Единственный известный вид — Kotasaurus yamanpalliensis. Его ископаемые остатки были обнаружены в формации Кота в Телингана (Индия). Сейчас известны остатки по меньшей мере 12 особей. Большая часть скелета известна, но череп отсутствует, за исключением двух зубов. Как и все завроподы, котазавр был большим, четвероногим травоядным динозавром с длинной шеей и хвостом.

## Описание
Котазавр является одним из самых базальных завропод. Тело было типичным для завропод, но по нескольким базальным (плезиоморфным) признакам он напоминает прозавроподов. Как и все завроподы, котазавр был четвероногим, а прозавроподы были двуногими. Длина тела составляет примерно 9 метров и поэтому динозавр сопоставим с более поздними завроподами. Бедро было прямое, овальное в сечении, что означает, что конечности были прямыми. Зубы ложкообразные, как у поздних завроподов. Базальные функции включают относительно короткие плечевые кости, а также сохранение lesser trochanter на бедренной кости. Позвонки были просто построены и массивными, в отличие от соответствующих позвонков Barapasaurus.
К аутапоморфиям (приобретённым функциям) можно отнести достаточно стройные кости, а также низкий и вытянутый преацетабулярный процесс.

## История исследований
Все известные ископаемые извлечены из площади в 2,4 км² в районе поселка Yamanpalli в Телингана, примерно в 40 км к северу от места находок Barapasaurus. Эти находки, всего 840 частей скелета, были обнаружены в конце 1970-х годов. В 1988 году они были описаны П. Ядагири как новый род и вид завропод, Kotasaurus yamanpalliensis.

## Систематика
Изначально было не ясно, представляет ли котазавр собой завропода или базального завроподоморфа, который должен быть отнесён к завроподам. Некоторые палеонтологи помещали его в базальное семейство завропод под названием Vulcanodontidae вместе с Barapasaurus и Ohmdenosaurus и Zizhongosaurus. Эта группа в настоящее время признана парафилетической.
Сегодня котазавр считается одним из самых базальных завропод. Точные родственные связи не совсем ясны. Недавнее исследование показывает, что котазавр был более базальным, чем Barapasaurus и Vulcanodon, но более развитым, чем Jingshanosaurus, Antetonitrus и Chinshakiangosaurus.